# Conceito vermelho/preto

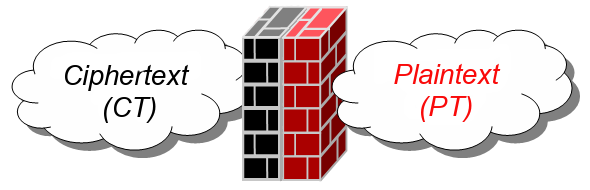
Caixa vermelha/preta

O conceito vermelho/preto, às vezes chamado de arquitetura vermelha preta ou engenharia vermelha/preto, se refere à segregação cuidadosa em sistemas criptográficos de sinais que contêm informações confidenciais ou classificadas em texto simples 
(sinais vermelhos) daqueles que transportam informações criptografadas ou em 
texto cifrado (sinais pretos). Portanto, o lado vermelho é geralmente considerado o lado interno, e o lado preto o lado mais público, geralmente com algum tipo de guarda, firewall ou 
diodo de dados entre os dois.
No jargão da agência de segurança nacional (NSA), os dispositivos de criptografia costumam ser chamados de blackers, porque convertem sinais vermelhos em pretos. Os padrões TEMPEST enunciados em Tempest/2-95 especificam blindagem ou uma distância física mínima entre fios ou equipamentos que transportam ou processam sinais vermelhos e pretos.
Diferentes organizações têm diferentes requisitos para a separação de cabos de fibra ótica vermelhos e pretos.
A terminologia vermelho/preto também é aplicada a chaves criptográficas. As chaves pretas foram criptografadas com uma "chave de criptografia de chave" (KEK) e, portanto, são benignas. As chaves vermelhas não são criptografadas e devem ser tratadas como material altamente sensível.

## Vermelho/cinza/preto

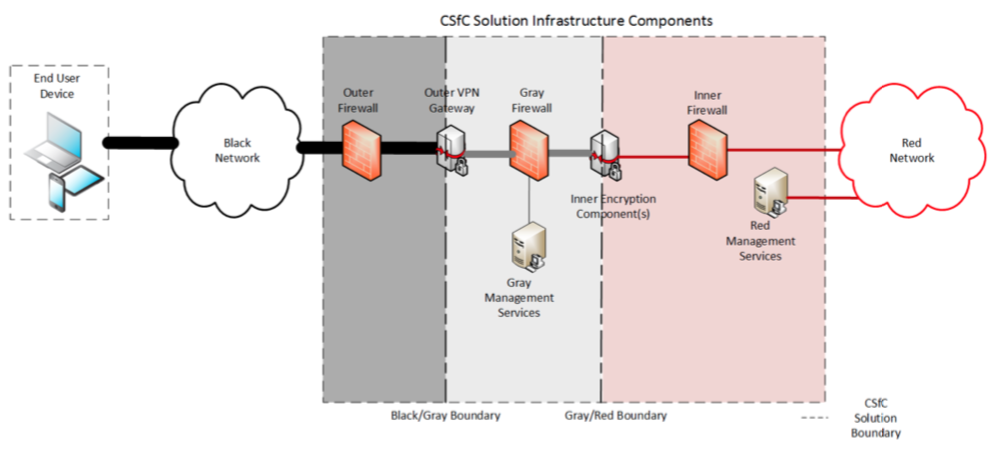
Diagrama vermelho-cinza-preto da agência de segurança nacional (NSA)

O programa de soluções comerciais para classificados (CSfC) da agência de segurança nacional (NSA), que usa duas camadas de produtos criptográficos independentes e comerciais para proteger as informações classificadas, inclui um conceito vermelho/cinza/preto. Nesta extensão do conceito vermelho/preto, o compartimento cinza separado lida com dados que foram criptografados apenas uma vez, o que acontece no limite vermelho/cinza. A interface cinza/preto adiciona ou remove uma segunda camada de criptografia.